# Bukowina (województwo wielkopolskie)
Bukowina – osada w Polsce położona w województwie wielkopolskim, w powiecie szamotulskim, w gminie Pniewy.
W latach 1975–1998 miejscowość należała administracyjnie do województwa poznańskiego.
Na zdjęciu satelitarnym w Geoportalu we wskazanym miejscu krzaki ruderalne.